# Chamaelimnas briola
Chamaelimnas briola is een vlindersoort uit de familie van de prachtvlinders (Riodinidae), onderfamilie Riodininae.
Chamaelimnas briola werd in 1868 beschreven door H. Bates.